# Huber András
Huber András (Dés, 1942. november 11. – Dés, 2011. július 17.) helytörténész, művészeti író. Huber Győző fia.

## Életpályája
Középiskolát szülővárosában az Egységes Líceumban végzett (1960), matematika szakos tanári oklevelet a Babeș–Bolyai Tudományegyetemen szerzett. Előbb iskolaigazgató a bálványosváraljai általános iskolában, 1979-től Désen tanár.
Első írását az Igazság közölte (1966), itt s a Korunk, A Hét, Művelődés, Utunk, Tanügyi Újság, Jóbarát, Szatmári Hírlap s más napilapok hasábjain hely-, színház- és irodalomtörténeti cikkei, ismertetései, karcolatai jelennek meg. Dési séták című cikksorozata (Igazság 1980. október–november) új adatokat közölt szülővárosa múltjából. Levelek a szülőföldre cím alatt közreadta, előszóval és jegyzetekkel látta el nagybátyja, Dési Huber István festőművész 1915 és 1943 között Győző bátyjához intézett leveleit (1982).

## Művei
- Százarcú nagyhatalom. Lapok az erdélyi magyar időszaki sajtó történetéből; Pallas-Akadémia, Csíkszereda, 1997
- Cédula a virágon. Karcolatok, elbeszélések; Garamond Ny., Kolozsvár, 1997
- Akikhez a múzsák bekopogtak. Szamos völgyi írástudók; Gloria, Kolozsvár, 2004
- Gyilkos nagy köd. Novellák; Stúdium, Kolozsvár, 2006
- Összefutó utak. Hely- és művelődéstörténeti tanulmányok Désről; Stúdium, Kolozsvár, 2007

## További irodalom
- Szőcs István: Levelek a szülőföldre. Előre 1982. aug. 4.
- Mezei József: Címzett az utókor. A Hét 1983/1.